# 久保清一
久保 清一（くぼ せいいち、1953年〈昭和28年〉 - ）は、日本の建築家。株式会社アルキービ総合計画事務所代表。大阪芸術大学大学院教授。JIA登録建築家。

## 来歴
- 1953年　静岡県に生まれる。
- 1977年　大阪芸術大学芸術学部建築学科卒業。
- 1981年　ミラノ工科大学建築学部アレダメントコース修了後、グレゴッティ・アソシエイツに勤務。
- 1984年　アルキービ総合計画事務所設立。
- 1987年〜大阪芸術大学講師を経て、
- 2002年　大阪芸術大学教授着任。
- 2004年〜現在、大阪芸術大学大学院教授。（2007年からは関西大学へ非常勤講師としても教えている。）

## 建築作品
- 1985年　弁天の家（大阪府）
- 1987年　cafe de SAGAN（飲食店／大阪府）
- 1987年　DOREMI・fa（飲食店／大阪府）
- 1987年　ローズ・デッキ（事務所／大阪府）
- 1988年　蜜柑花の家（香川県）
- 1989年　セミラチス（集合住宅／大阪府）
- 1989年　Kペアハウス（2世帯住居／大阪府）
- 1991年　白景荘（兵庫県）
- 1991年　夢鉄砲（ふぐ料理屋／大阪府）
- 1995年　大阪弁天町アトーレ（複合施設／大阪府）
- 1995年　清見台の家（大阪府）
- 1999年　MAYUMIYAの工房（アトリエ工房／香川県）
- 2003年　Kコート - ウェイバックマシン（2009年2月1日アーカイブ分）（集合住宅＋事務所／大阪府）
- 2003年　南市岡の家（大阪府）
- 2004年　和歌浦の家（和歌山県）
- 2007年　奈良五条百年民家改修（町並み保存・民家改修／奈良県）
- 2009年　永元寺蕪坐離庵（寺院関連施設／大阪府）

## 受賞歴
- 1986年　SDレビュー入選（N.I.B.C、蜜柑花の家（1988年））
- 1987年　日本建築協会青年技術者顕彰（ローズ・デッキ）
- 1988年　商環境デザイン賞（cafe de SAGAN、DOREMI・fa）
- 1992年　HIROBA作品賞（白景荘）
- 1996年　大阪建築コンクール 大阪府知事賞（大阪弁天町アトーレ）
- 1999年　アジア建築家評議会アルカシア建築賞 ゴールドメダル（蜜柑花の家）
- 2000年　全国木材組合連合会会長賞（MAYUMIYAの工房）
- 2000年　American Wood Design Awards Merit Award（同上）
- 2001年　甍賞 金賞（経済産業大臣賞）（同上）
- 2001年　日本建築士会連合会賞作品賞（同上）
- 2005年　JIA環境建築賞（同上）
- 2005年　JIA優秀建築選（南市岡の家）
- 2006年　JIA優秀建築選（和歌浦の家）
- 2010年　JIA優秀建築選（永元寺 蕪坐離庵）
- 2010年　第30回大阪都市景観建築賞 大阪府建築士会長賞（同上）